# Шелльхорн
Шелльхорн (нем. Schellhorn) — община в Германии, в земле Шлезвиг-Гольштейн. 
Входит в состав района Плён. Подчиняется управлению Прец-Ланд.  Население составляет 1607 человек (на 31 декабря 2010 года). Занимает площадь 10,54 км².